# Scooby Doo: Abrakadabra-Doo
Scooby Doo: Abrakadabra-Doo (ang. Scooby-Doo! Abracadabra-Doo) – 19. film animowany i 14. film pełnometrażowy z serii Scooby Doo. Wyprodukowany w roku 2010, następca filmu Scooby Doo i miecz samuraja (2009).

## Fabuła
Scooby i reszta odwiedzają młodszą siostrę Velmy, która studiuje na akademii magii. Tymczasem w okolicy pojawia się gryfon. Tajemnicza Spółka postanawia rozwiązać zagadkę.

## Obsada
- Frank Welker jako
  - Fred Jones
  - Scooby Doo
- Matthew Lillard jako Norville „Kudłaty” Rogers
- Mindy Cohn jako Velma Dinkley
- Grey DeLisle jako Daphne Blake
- Dee Bradley Baker jako Sherman

## Wersja polska
Dystrybucja na terenie Polski: Galapagos Films

Wersja polska: DubbFilm

Reżyseria: Dobrosława Bałazy

Dialogi: Dorota Filipek-Załęska

Dźwięk i montaż: Renata Gontarz

Kierownictwo produkcji: Romuald Cieślak

Teksty piosenek: Andrzej Brzeski

Opracowanie muzyczne: Piotr Gogol

Wystąpili:
- Jacek Bończyk – Kudłaty
- Ryszard Olesiński – Scooby Doo
- Agata Gawrońska-Bauman – Velma
- Beata Jankowska-Tzimas – Daphne
- Jacek Kopczyński – Fred
- Joanna Pach – Madelyn Dinkley
- Stefan Knothe – pan Calvin Skiślak
- Cezary Kwieciński – Marlon Whirlen
- Jakub Szydłowski – Whirlen Merlin
- Małgorzata Duda – Alma Burczybuła
- Mikołaj Klimek – Amos
- Julia Kołakowska-Bytner – Crystal
- Robert Czebotar – G.P.S.
- Grzegorz Drojewski – Sherman
- Kinga Tabor – Treena
- Hanna Kinder-Kiss – pani Telmer
- Piotr Kozłowski – szeryf

Śpiewali: Michał Rudaś, Katarzyna Łaska, Magdalena Tul, Patrycja Tomaszewska, Artur Bomert, Adam Krylik, Piotr Gogol.